# Max Lobe

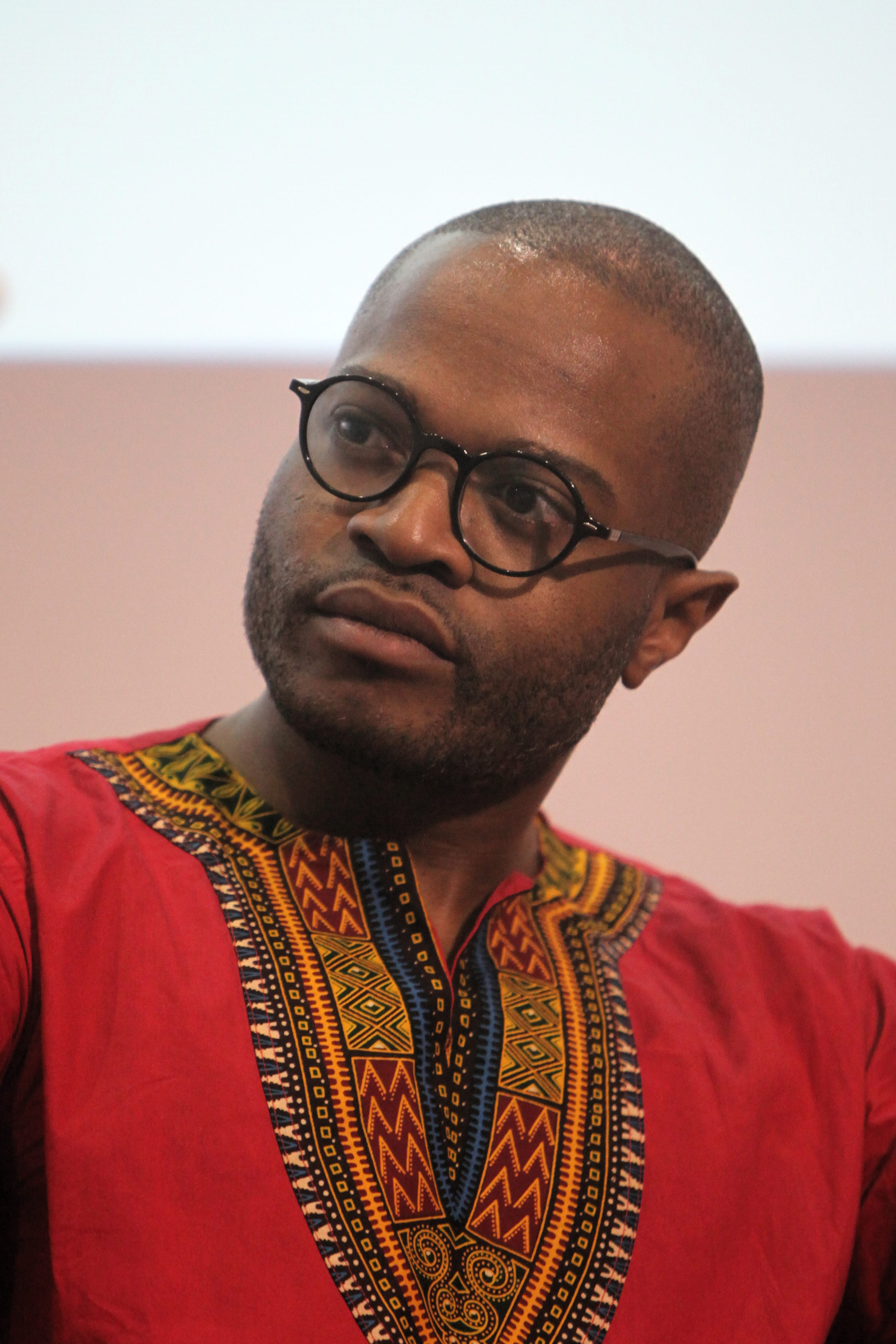
Max Lobe auf der Buchmesse in Genf 2019

Max Lobe (geb. 13. Januar 1986 in Douala, Kamerun) ist ein schweizerisch-kamerunischer Autor, der sich als schwarz, afrikanisch und queer identifiziert. Themen, die sich durch sein Werk ziehen, sind Schwarze afrikanische Homosexualität, Migration und postkoloniale Studien.

## Biografie
Max Lobe zog 2004, mit achtzehn Jahren, in die Schweiz, wo er einen BA in Kommunikation und Journalismus (Lugano) und einen Master in öffentlicher Politik und Verwaltung (Lausanne) erwarb. Er hat einige Zeit im Bereich nachhaltige Entwicklung gearbeitet. 2011 erschien sein Debüt L’Enfant du miracle.
Sein dritter Roman Drei Weise aus dem Bantuland (Orig.: La Trinité Bantoue) wurde als erstes seiner Werke (von Katharina Triebner-Cabald) ins Deutsche übersetzt und 2020 vom Bayerischen Staatsministerium für Wissenschaft und Kunst zu einem der zehn besten Independent-Bücher Bayerns gekürt. Der Roman ist stark autobiografisch gefärbt und handelt von Mwána, einem jungen Schwarzen, homosexuellen Mann aus Kamerun, der seit längerem in der Schweiz lebt. Er hat Schwierigkeiten, nach dem Studienabschluss eine Arbeit zu finden und kommt durch ein Praktikum bei einer NGO mit der Debatte um das Schäfchenplakat in Berührung. Neben Xenophobie und Rassismus sind Migration, Homosexualität, Partnerschaft, Krankheit, Armut und prekäre Beschäftigungsverhältnisse zentrale Themen.
Lobes vierter Roman Confidences über den Unabhängigkeitskrieg Kameruns wurde 2017 mit dem Prix Ahmadou Kourouma ausgezeichnet. Sein Schreiben ist von den Traditionen der Schwarzen afrikanischen Literatur und Volksmärchen inspiriert wie auch von der Realität der Einwandernden in der Schweiz. Er bewundert Autoren und Autorinnen wie Aminata Sow Fall, Calixthe Béyala, Birago Diop, aber auch Alain Mabanckou, Fatou Diome, Sefi Atta und Charles Ferdinand Ramuz. Einige seiner Werke wurden ins Englische und ins Italienische übersetzt. Im Juni 2022 war Lobe zu Gast im Literarischen Colloquium Berlin.
2019 hat Lobe das Projekt GenevAfrica ins Leben gerufen, um Brücken zwischen afrikanischen und Schweizer Autoren und Autorinnen zu schlagen. 2020 erschien mit Genève-Kin 2020: la correspondance eine erste gemeinsame Publikation der bislang am Projekt Beteiligten.
Max Lobe lebt in Genf.

## Auszeichnungen
- 2014: Prix du Roman des Romands für 39 rue de Berne[10]
- 2017: Prix Ahmadou Kourouma, für Confidences[11]
- 2020: Bayerns beste Independent-Bücher, für Drei Weise aus dem Bantuland[3]

## Werke
- L’Enfant du miracle. Éditions des sauvages, Genf 2011, ISBN 978-2-9700583-8-0.
- 39 Rue de Berne. Éditions Zoé, Genf 2013, ISBN 978-2-88182-884-3.
- La Trinité Bantoue. Éditions Zoé, Genf 2014, ISBN 978-2-88182-926-0.
  - Drei Weise aus dem Bantuland. Aus dem Französischen übersetzt von Katharina Triebner-Cabald. Austernbank Verlag, München 2020, ISBN 978-3-946687-02-3.
- Confidences. Éditions Zoé, Genf 2016, ISBN 978-2-88927-312-6.
- Loin de Douala. Éditions Zoé, Genf 2018, ISBN 978-2-88927-528-1.
  - A Long way from Douala. Aus dem Französischen übersetzt von Ros Schwartz. Small Axes, London 2021, ISBN 978-1-913109-01-1
- (Hg.): Genève-Kin 2020: la correspondance. BSN Press, Lausanne 2020, ISBN 978-2-940648-20-7.
- La Promesse de Sa Phall’Excellence. Éditions Zoé, Genf 2021, ISBN 978-2-88927-822-0.